# Fickmossor
Fickmossor (Fissidens) är ett släkte av bladmossor. Enligt Catalogue of Life ingår Fickmossor i familjen Fissidentaceae, men enligt Dyntaxa är tillhörigheten istället familjen Fissidentaceae.

## Bildgalleri

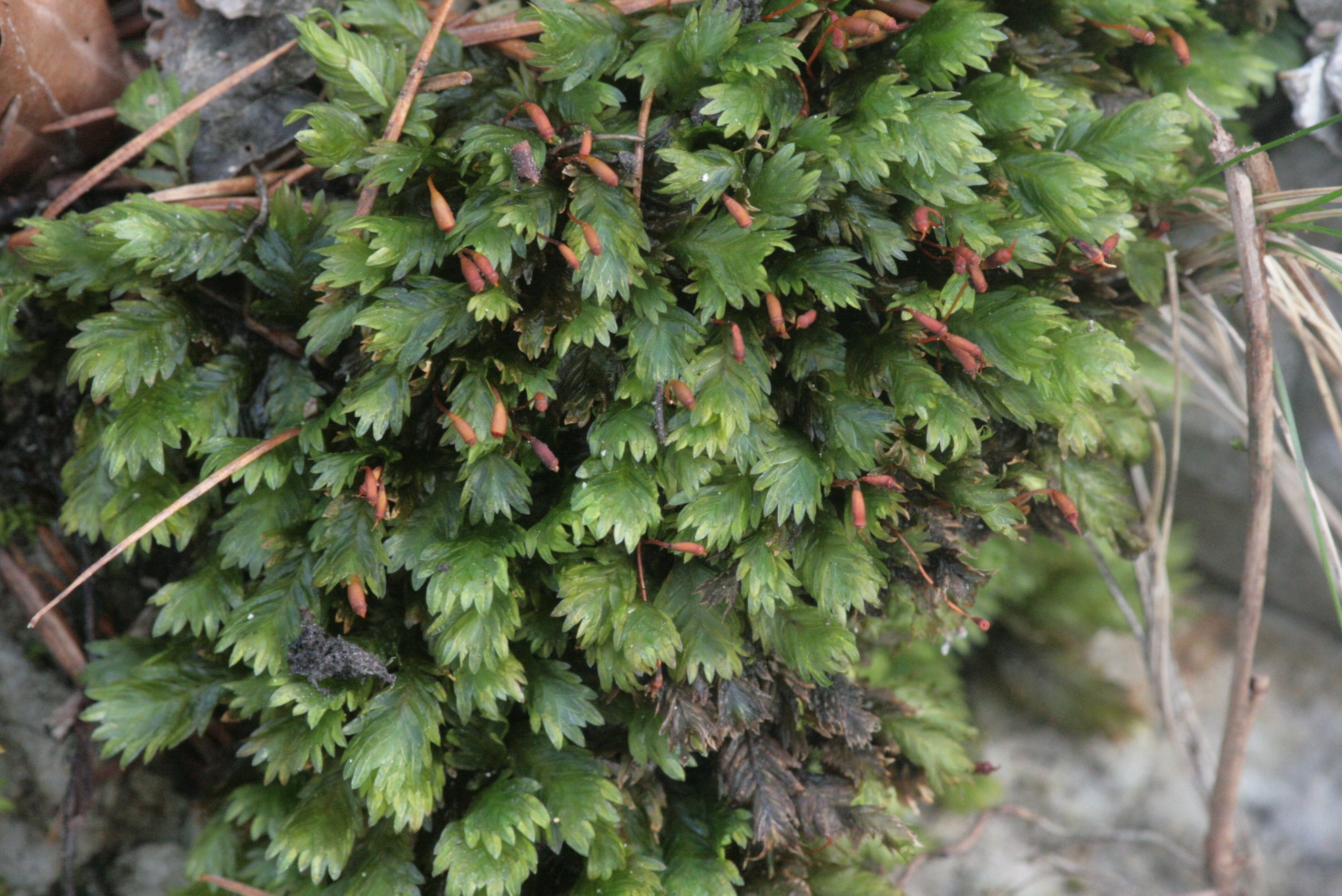
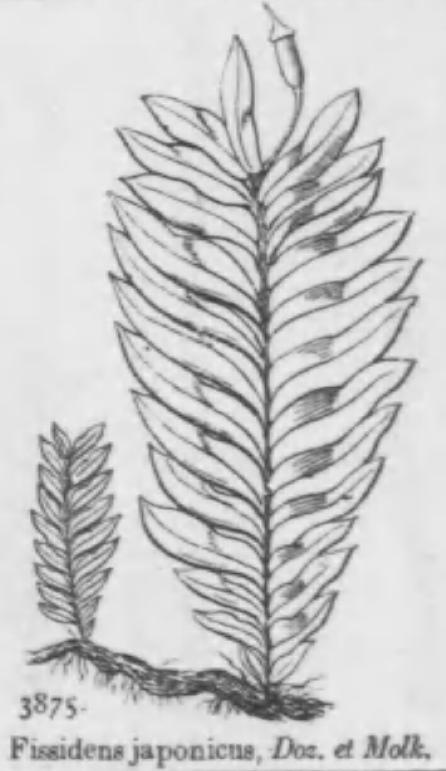
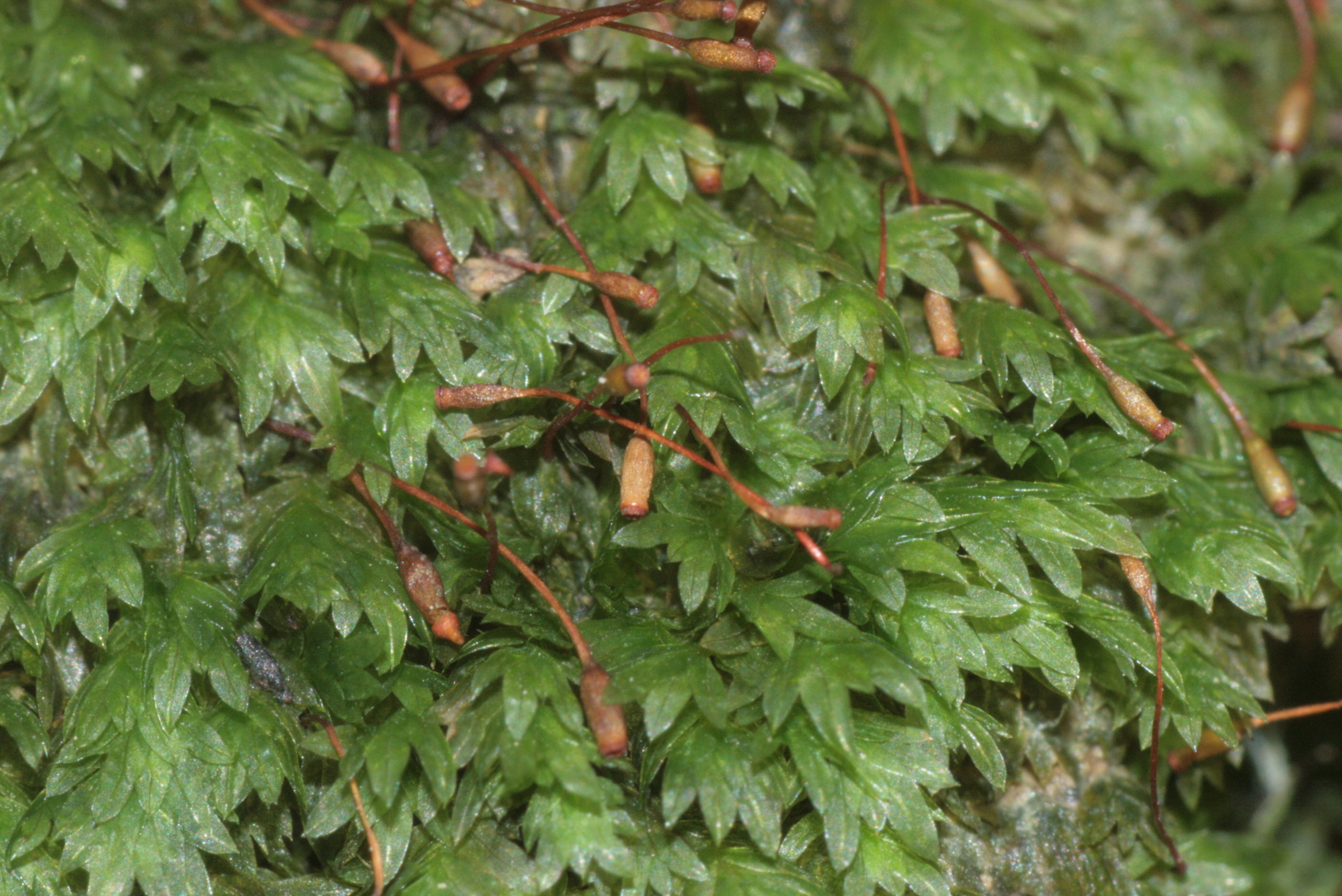
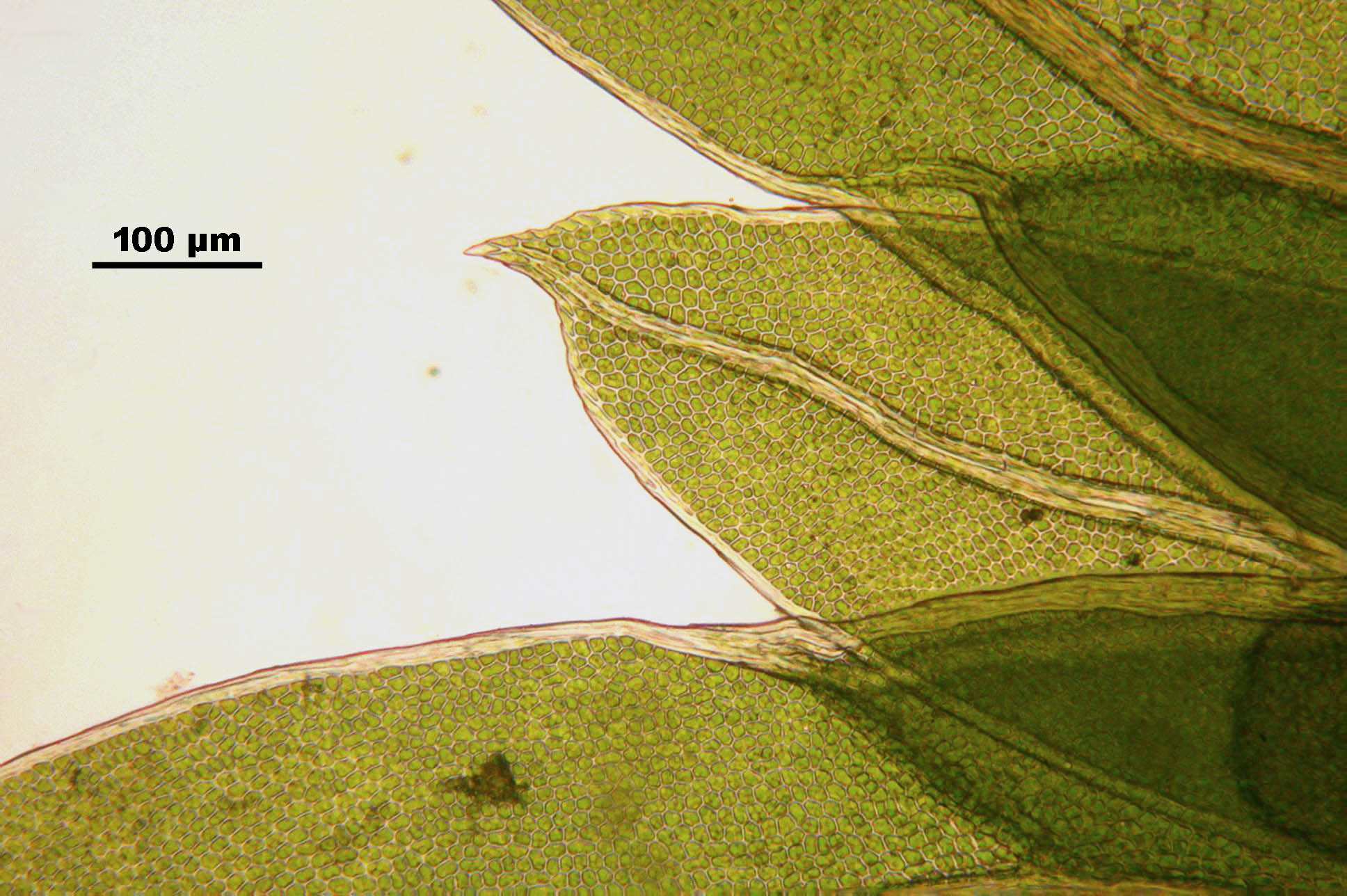

## Dottertaxa till Fickmossor, i alfabetisk ordning[1][2]
- Fissidens abbreviatus
- Fissidens acacioides
- Fissidens aciphyllus
- Fissidens acreanus
- Fissidens acutissimus
- Fissidens adianthoides
- Fissidens aeruginosus
- Fissidens afissidens
- Fissidens afropapillosus
- Fissidens aggestus
- Fissidens alatus
- Fissidens albo-limbatus
- Fissidens alexandrinus
- Fissidens allionii
- Fissidens allisonii
- Fissidens allorgei
- Fissidens alomoides
- Fissidens amazonicus
- Fissidens amoenus
- Fissidens amplifolius
- Fissidens ampliretis
- Fissidens andicola
- Fissidens angustelimbatus
- Fissidens angustifolius
- Fissidens angustinervis
- Fissidens anisophyllus
- Fissidens annamensis
- Fissidens anomalus
- Fissidens antrophyi
- Fissidens aoraiensis
- Fissidens aphelotaxifolius
- Fissidens aporrocheilos
- Fissidens appalachensis
- Fissidens arboreus
- Fissidens arcticus
- Fissidens arcuatulus
- Fissidens arnigadhensis
- Fissidens arnoldii
- Fissidens asplenioides
- Fissidens asselii
- Fissidens autoicus
- Fissidens azoricus
- Fissidens badoglioi
- Fissidens badyinbarus
- Fissidens barretoi
- Fissidens basilaris
- Fissidens beccarii
- Fissidens beckettii
- Fissidens berterii
- Fissidens bessouensis
- Fissidens biformis
- Fissidens bilaspurense
- Fissidens bistratosus
- Fissidens blechnoides
- Fissidens bogoriensis
- Fissidens bogosicus
- Fissidens boninensis
- Fissidens borgenii
- Fissidens bourgaeanus
- Fissidens brachypus
- Fissidens brassii
- Fissidens braunii
- Fissidens brevidorsus
- Fissidens brevifolius
- Fissidens brevifrons
- Fissidens brevilingulatus
- Fissidens brevipes
- Fissidens bryoides
- Fissidens bushii
- Fissidens caespitosus
- Fissidens cagoui
- Fissidens calcicola
- Fissidens cambewarrae
- Fissidens canalae
- Fissidens capitatus
- Fissidens capitulatus
- Fissidens capriviensis
- Fissidens carnosus
- Fissidens celticus
- Fissidens ceylonensis
- Fissidens clebschii
- Fissidens closteri
- Fissidens coacervatus
- Fissidens collinus
- Fissidens commutatus
- Fissidens consociatus
- Fissidens crassinervis
- Fissidens crassipes
- Fissidens crenulatus
- Fissidens crispifolius
- Fissidens crispulus
- Fissidens crispus
- Fissidens cryptoneuron
- Fissidens cucullatus
- Fissidens curvatus
- Fissidens cuspidifer
- Fissidens cuynetii
- Fissidens cylindraceus
- Fissidens cylindrothecus
- Fissidens cyprius
- Fissidens dalamair
- Fissidens daltoniaefolius
- Fissidens danckelmanii
- Fissidens darntyi
- Fissidens darwinianus
- Fissidens dealbatus
- Fissidens decursivus
- Fissidens delicatulus
- Fissidens dendeliensis
- Fissidens dendrophilus
- Fissidens diaphanodontus
- Fissidens diaphanus
- Fissidens dietrichiae
- Fissidens diplodus
- Fissidens discolor
- Fissidens dissitifolius
- Fissidens diversifolius
- Fissidens dongensis
- Fissidens dubius
- Fissidens dumbeanus
- Fissidens duttonii
- Fissidens edamensis
- Fissidens elamellosus
- Fissidens elegans
- Fissidens elongatus
- Fissidens enervis
- Fissidens ernestii
- Fissidens erosulus
- Fissidens euryloma
- Fissidens excedens
- Fissidens excurrentinervis
- Fissidens exiguus
- Fissidens exilis
- Fissidens exsul
- Fissidens faniensis
- Fissidens fasciculatus
- Fissidens fautauae
- Fissidens filicicola
- Fissidens filiformis
- Fissidens firmus
- Fissidens fissicaulis
- Fissidens flabellatus
- Fissidens flabellulus
- Fissidens flaccidus
- Fissidens florschuetzii
- Fissidens fluitans
- Fissidens fontanus
- Fissidens formosanus
- Fissidens forsythii
- Fissidens fritzei
- Fissidens fujiensis
- Fissidens fuscoviridis
- Fissidens ganguleei
- Fissidens gardneri
- Fissidens gaultieri
- Fissidens geijskesii
- Fissidens geminiflorus
- Fissidens georgianus
- Fissidens geppii
- Fissidens gillianus
- Fissidens giraldii
- Fissidens gladiolus
- Fissidens glaucissimus
- Fissidens glossobryoides
- Fissidens gomae
- Fissidens goyazensis
- Fissidens gracilescens
- Fissidens gracilifolius
- Fissidens grainvillei
- Fissidens grandifolius
- Fissidens grandifrons
- Fissidens granulatus
- Fissidens griffithii
- Fissidens grossiretis
- Fissidens guangdongensis
- Fissidens guianensis
- Fissidens gymnocarpus
- Fissidens gymnogynus
- Fissidens gymnostomus
- Fissidens haconicus
- Fissidens hadii
- Fissidens hallianus
- Fissidens hampeanus
- Fissidens helenicus
- Fissidens henryae
- Fissidens herzogii
- Fissidens hildebrandtii
- Fissidens hillianus
- Fissidens hirsutus
- Fissidens hoeegii
- Fissidens hoei
- Fissidens hollianus
- Fissidens homomallulus
- Fissidens hookerioides
- Fissidens horizonticarpus
- Fissidens hornschuchii
- Fissidens humilis
- Fissidens hyalinus
- Fissidens hydropogon
- Fissidens hylogenes
- Fissidens hylophilus
- Fissidens hymenodon
- Fissidens hyophilus
- Fissidens idanreensis
- Fissidens imbricatus
- Fissidens inaequalilimbatus
- Fissidens inaequalis
- Fissidens inaequiretis
- Fissidens incertus
- Fissidens incisus
- Fissidens inclinis
- Fissidens incognitus
- Fissidens inconspicuus
- Fissidens incurvus
- Fissidens integerrimus
- Fissidens integrifolius
- Fissidens intromarginatus
- Fissidens involutus
- Fissidens iwatsukii
- Fissidens jaiorum
- Fissidens jansenii
- Fissidens jap-amabilis
- Fissidens javanicus
- Fissidens jeffreyi
- Fissidens jungermannioides
- Fissidens jungermanniopsis
- Fissidens kalimpongensis
- Fissidens karataviensis
- Fissidens karwarensis
- Fissidens kilaueae
- Fissidens kinabaluensis
- Fissidens kondoi
- Fissidens kosaninii
- Fissidens kurzii
- Fissidens lachmannii
- Fissidens lacouturei
- Fissidens lagenarius
- Fissidens lancifolius
- Fissidens laosianus
- Fissidens lateralioides
- Fissidens latifolius
- Fissidens lautokensis
- Fissidens laxetexturatus
- Fissidens laxitextus
- Fissidens lepidopiloides
- Fissidens leptocheilos
- Fissidens leptocladus
- Fissidens leptophyllus
- Fissidens le-testui
- Fissidens leucocinctus
- Fissidens leucodictyus
- Fissidens leucopteris
- Fissidens liliputanus
- Fissidens limbinervis
- Fissidens lindbergii
- Fissidens linearilimbatus
- Fissidens linearis
- Fissidens littlei
- Fissidens loennbergii
- Fissidens longevaginatus
- Fissidens longicaulis
- Fissidens longifolius
- Fissidens longisetus
- Fissidens luisierii
- Fissidens luteofuscus
- Fissidens luteo-limbatus
- Fissidens macleanus
- Fissidens macrobryoides
- Fissidens macrodus
- Fissidens macroglossus
- Fissidens macrosporoides
- Fissidens macrosporus
- Fissidens madecassus
- Fissidens marginatulus
- Fissidens mariei
- Fissidens marthae
- Fissidens maschalanthus
- Fissidens megalotis
- Fissidens menyhartii
- Fissidens metzgeria
- Fissidens michoacanus
- Fissidens microcarpus
- Fissidens microdictyon
- Fissidens micronesicus
- Fissidens minimus
- Fissidens minutifolius
- Fissidens minutipes
- Fissidens mobukensis
- Fissidens monguillonii
- Fissidens mooreae
- Fissidens multiflorus
- Fissidens nanobryoides
- Fissidens narbonensis
- Fissidens neglectus
- Fissidens neomagofukui
- Fissidens nigerianus
- Fissidens nigro-viridis
- Fissidens nobilis
- Fissidens nobreganus
- Fissidens nothotaxifolius
- Fissidens oblatus
- Fissidens obliquifolius
- Fissidens oblongifolius
- Fissidens obscurocostatus
- Fissidens obscurus
- Fissidens obtusatulus
- Fissidens obtusifolius
- Fissidens obtusissimus
- Fissidens obtuso-apiculatus
- Fissidens ocellatus
- Fissidens odontoloma
- Fissidens oediloma
- Fissidens oligistoloma
- Fissidens opacus
- Fissidens orishae
- Fissidens ornaticostatus
- Fissidens ornatus
- Fissidens osmundoides
- Fissidens ovatifolius
- Fissidens ovatus
- Fissidens pachyphyllus
- Fissidens pacificus
- Fissidens pallidinervis
- Fissidens pallidulus
- Fissidens pallidus
- Fissidens palmatus
- Fissidens palmifolius
- Fissidens parkii
- Fissidens pascuanus
- Fissidens patentifolius
- Fissidens patulifolius
- Fissidens pauperculus
- Fissidens pauperrimus
- Fissidens pechuelii
- Fissidens pellucidus
- Fissidens pellucinervis
- Fissidens peraculeatus
- Fissidens perangustus
- Fissidens perdecurrens
- Fissidens perfalcatus
- Fissidens perobtusus
- Fissidens perpellucidus
- Fissidens perplexans
- Fissidens persicus
- Fissidens perssonii
- Fissidens perumalensis
- Fissidens peruvianus
- Fissidens petrophilus
- Fissidens plagiothecioides
- Fissidens planifrons
- Fissidens platensis
- Fissidens platyneuros
- Fissidens plumosus
- Fissidens plumula
- Fissidens plurisetus
- Fissidens pocsii
- Fissidens pokhrensis
- Fissidens polyphyllus
- Fissidens polypodioides
- Fissidens polysetulus
- Fissidens porrectus
- Fissidens potieri
- Fissidens prionocheilos
- Fissidens prionodes
- Fissidens protonematicola
- Fissidens pseudoaldelphinus
- Fissidens pseudoceylonensis
- Fissidens pseudoclosteri
- Fissidens pseudo-eenii
- Fissidens pseudofirmus
- Fissidens pseudohollianus
- Fissidens pseudopallidus
- Fissidens pseudoplumosus
- Fissidens pseudorufescens
- Fissidens pugionifolius
- Fissidens pulchellus
- Fissidens punctulatus
- Fissidens purpureocaulis
- Fissidens pycnoglossus
- Fissidens pygmaeus
- Fissidens radicans
- Fissidens raiatensis
- Fissidens rambii
- Fissidens ramicola
- Fissidens ramiger
- Fissidens ramulosus
- Fissidens ranchiensis
- Fissidens ranuii
- Fissidens reflexus
- Fissidens reimersii
- Fissidens remotissimus
- Fissidens rigidulus
- Fissidens rivularis
- Fissidens robynsianus
- Fissidens rochensis
- Fissidens rosulatus
- Fissidens rufescens
- Fissidens rufinervis
- Fissidens rufulus
- Fissidens rupicola
- Fissidens ryukyuensis
- Fissidens santa-clarensis
- Fissidens saprophilus
- Fissidens sardous
- Fissidens saulensis
- Fissidens scalaris
- Fissidens scariosus
- Fissidens schiffneri
- Fissidens schusteri
- Fissidens schwabei
- Fissidens sciophyllus
- Fissidens scleromitrius
- Fissidens secundulus
- Fissidens sedgwickii
- Fissidens semicompletus
- Fissidens semilimbatus
- Fissidens semperfalcatus
- Fissidens sericeus
- Fissidens serrato-marginatus
- Fissidens serratus
- Fissidens serrulatus
- Fissidens seychellensis
- Fissidens shinii
- Fissidens siamensis
- Fissidens sigmocarpoides
- Fissidens socialis
- Fissidens somaliae
- Fissidens speluncae
- Fissidens splachnifolius
- Fissidens splachnoides
- Fissidens splendens
- Fissidens spurio-limbatus
- Fissidens steerei
- Fissidens stenophyllus
- Fissidens stenopteryx
- Fissidens stissotheca
- Fissidens stolonaceus
- Fissidens strictus
- Fissidens subangustus
- Fissidens subbasilaris
- Fissidens subbryoides
- Fissidens subdiscolor
- Fissidens subelamellosus
- Fissidens subelimbatus
- Fissidens subfirmus
- Fissidens subhumilis
- Fissidens sublimbatus
- Fissidens sublineaefolius
- Fissidens submarginatus
- Fissidens subnutans
- Fissidens subobtusatus
- Fissidens subobtusus
- Fissidens subpalmatus
- Fissidens subplanifrons
- Fissidens subpulchellus
- Fissidens subradicans
- Fissidens subramicola
- Fissidens subscleromitrius
- Fissidens subsessilis
- Fissidens subspathulatus
- Fissidens subulatifolius
- Fissidens subulatus
- Fissidens sufflatus
- Fissidens surumuensis
- Fissidens taiarapuensis
- Fissidens tapes
- Fissidens taxifolius
- Fissidens taylorii
- Fissidens teniolatus
- Fissidens terebrifolius
- Fissidens termitarum
- Fissidens terrae-reginae
- Fissidens terricola
- Fissidens teysmannianus
- Fissidens thorsbornei
- Fissidens thwaitesii
- Fissidens titalyanus
- Fissidens tonkinensis
- Fissidens tosaensis
- Fissidens townsendianus
- Fissidens usambaricus
- Fissidens wageri
- Fissidens waiensis
- Fissidens waldheimii
- Fissidens valiae
- Fissidens wallisii
- Fissidens vanzantenii
- Fissidens variolimbatus
- Fissidens wattsii
- Fissidens weirii
- Fissidens welwitschii
- Fissidens ventanae
- Fissidens ventricosus
- Fissidens vesiculosus
- Fissidens wichurae
- Fissidens victorialis
- Fissidens widgrenii
- Fissidens virens
- Fissidens vitreo-limbatus
- Fissidens vulcanicus
- Fissidens yamamotoi
- Fissidens yanoae
- Fissidens yasudae
- Fissidens yokohamensis
- Fissidens yucatanensis
- Fissidens zollingeri
- Fissidens zwickeyi